# Robertskruidkraterbultje
Het robertskruidkraterbultje (Coleroa robertiani) is een schimmel behorend tot de familie Venturiaceae. Het is een biotrofe parasiet die voorkomt op bladeren van planten, waaronder robertskruid. Het komt voor in loofbossen op rijke zandgronden.

## Kenmerken

### Uiterlijke kenmerken
Het vormt bovenzijdige donkerbruine bolvormige perithecia van circa 0,1 mm groot, die door de epidermis heen breken. Het is vooral te vinden op bladeren die overwinterd hebben.

### Microscopische kenmerken
De asci zijn eivormig tot zakvormig, vaak met een wat verzwakt bovendeel, gespleten, 8-sporig en meten 22-42 × 9-15 µm. De ascosporen zijn bleekgroen tot olijfkleurig, ellipsvormig tot eivormig, recht tot enigszins ongelijkzijdig, gesepteerd in het onderste derde deel, glad tot fijn geruwd, met breed afgeronde uiteinden en meten 10-14 × 4-6 µm.

## Waardplanten
Het robertskruidkraterbultje heeft als waardplanten:
- Geranium robertianum (Robertskruid)
- Geranium tuberosum

## Foto's

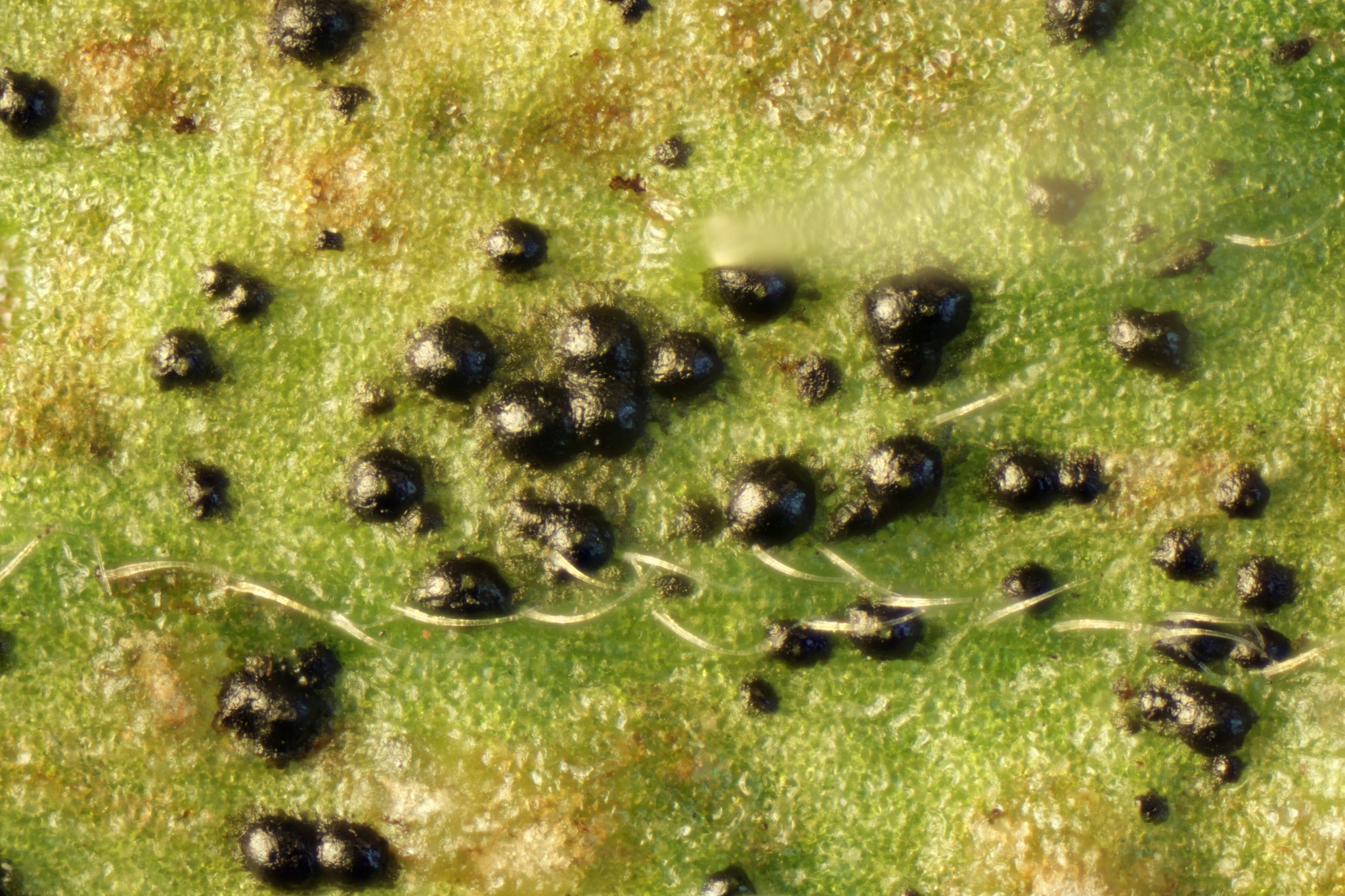
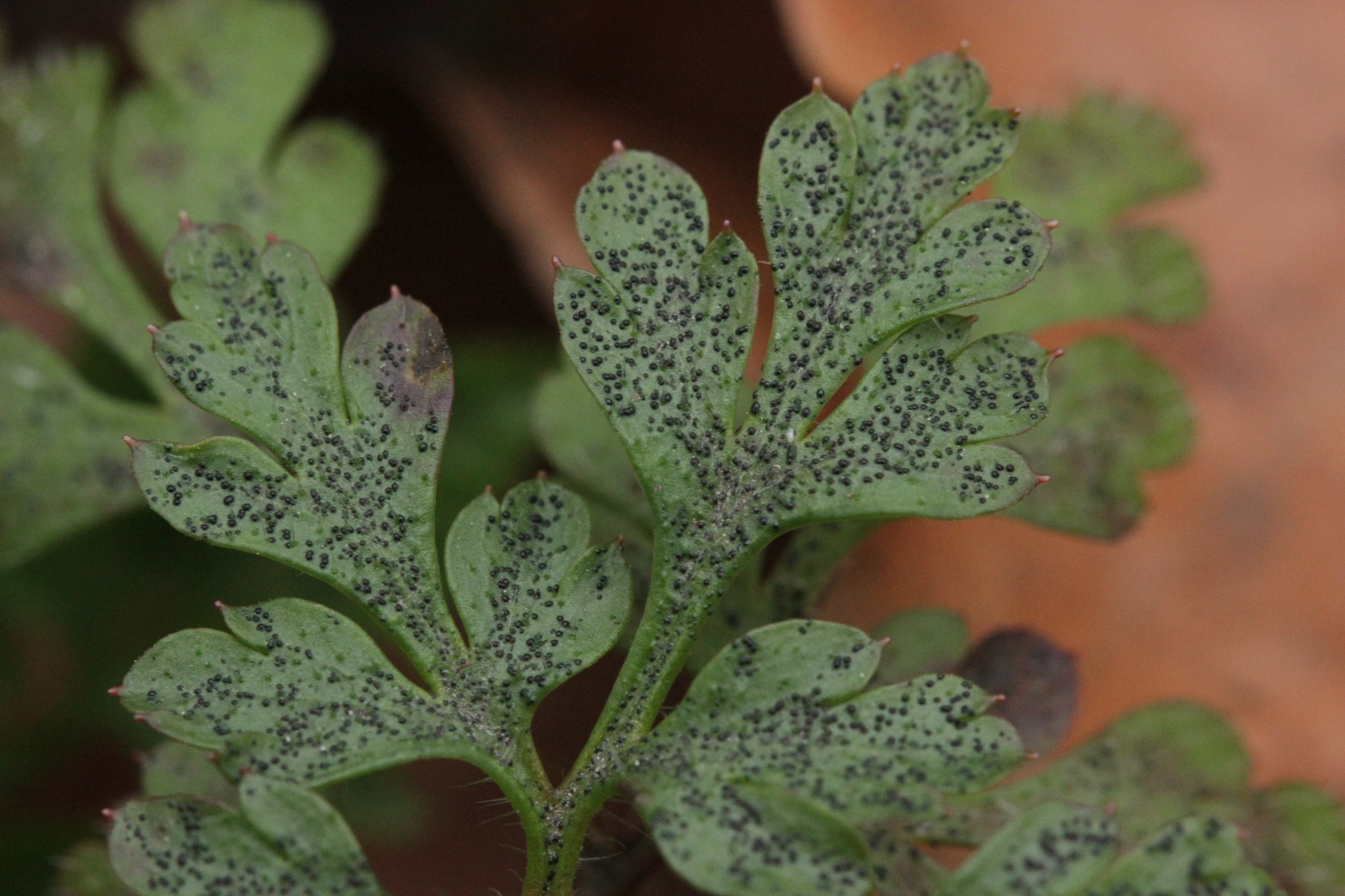
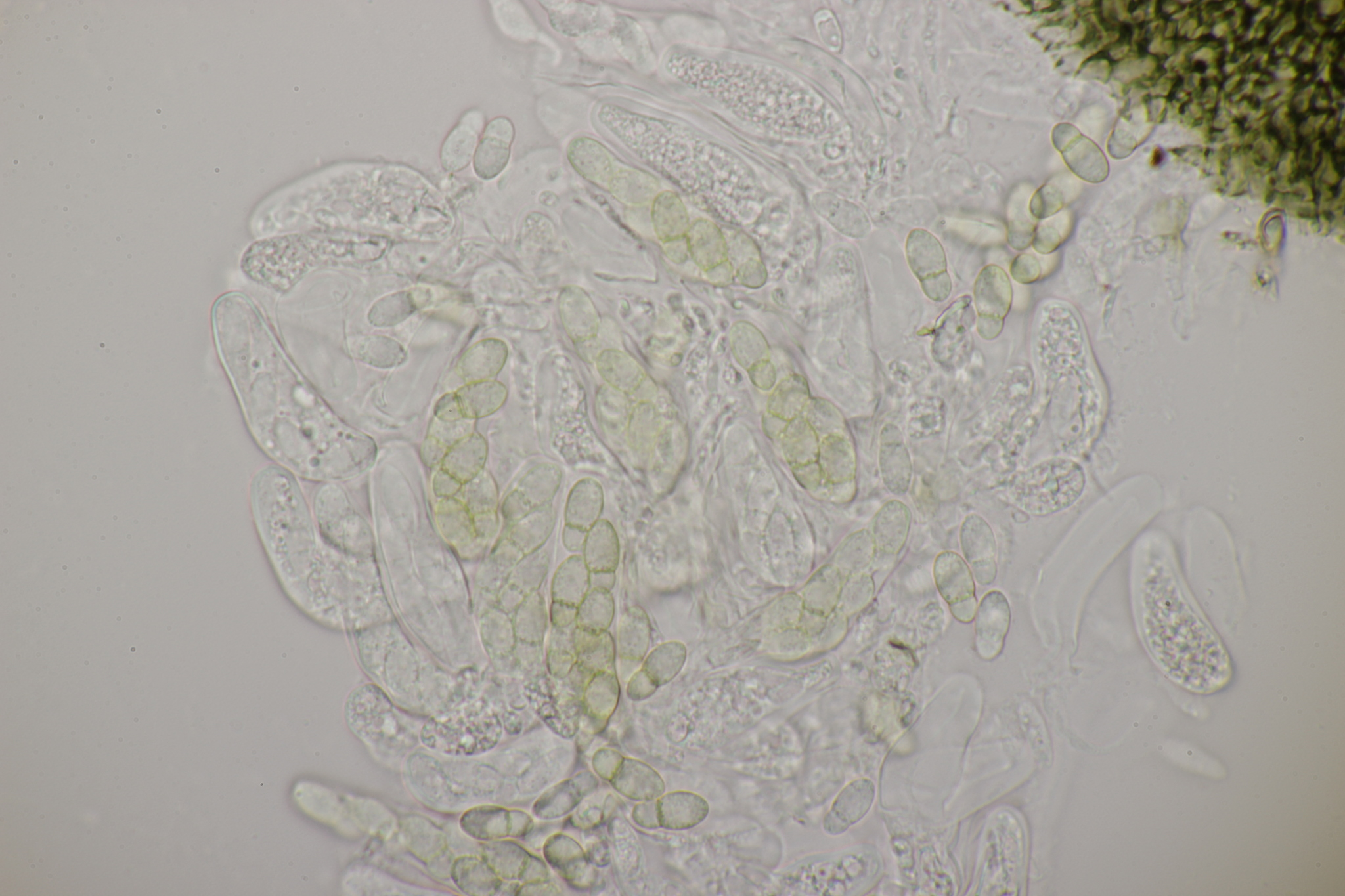
Asci met sporen

## Verspreiding
In Nederland komt het robertskruidkraterbultje vrij algemeen voor.